# Dominic Keown
Dominic Keown (Manchester, 1954) és un hispanista i catalanista irlandès.
Nascut a la ciutat de Manchester, va assistir a la Cardinal Langley School, una escola de secundària i catòlica a Middleton, el Gran Manchester. Posteriorment, estudià català i espanyol a la Universitat de Sheffield i a l'hora d'escollir una ciutat de l'estat per fer un curs, escollí Manresa, el Bages. A aquesta ciutat, va començar a aprendre català i a descobrir la seva llengua i cultura. Es doctorà el 1984 amb la tesi de l'Avantguardisme a Catalunya. Posteriorment ha estat professor a la Universitat de Liverpool i a la de Bath. Actualment és senior lecturer d'estudis de Català al Fitzwilliam College de la Universitat de Cambridge, on ha estat director d'estudis de llengües modernes i medievals des del 1996.
Especialitzat en la cultura ibèrica contemporània, i especialment en l'avantguarda catalana i en autors valencians, ha editat i traduït Salvat-Papasseit (1982; 2005), Ausiàs March (3 vols: 1986; 1989; 1993), Valle-Inclán (1991) i Joan Fuster (1992; 2006). Ha escrit també sobre cinema espanyol, amb atenció especial a Buñuel, Berlanga, Monleón i Bigas Luna. Els seus interessos s'estenen a la interfície entre la creativitat catalana i l'espanyola, els temes transnacionals en la producció cultural de Catalunya i la fractura metacrítica entre hispanisme i estudis ibèrics.
Ha estat president de l'Anglo-Catalan Society (1997-2002) i és redactor en cap del Journal of Catalan Studies d'ençà del 1998, i de les Occasional Publications de l'ACS, d'ençà del 2002.

## Obres
- Sobre la poesia catalana contemporània, València: Tres i Quatre, 1996.
- Polifonia de la subversió: la veu col·lectiva de Vicent Andrés Estellés, València: Tàndem, 2000.
- The Liberating Instinct in the Catalan Literary Tradition, 2002.
- A Companion to Catalan Culture, London: Tamesis Books, 2011.
- After the Classics: the selected verse of Vicent Andrés Estellés (en col·laboració amb Tom Owen), Amsterdam: John Benjamins, 2013.